# Tiddische
Tiddische település Németországban, azon belül Alsó-Szászország tartományban. Lakosainak száma 1264 fő (2023. december 31.). Tiddische Bergfeld, Parsau, Rühen, Wolfsburg, Jembke és Barwedel községekkel határos.

## Népesség
A település népességének változása:
| Lakosok száma | 1277 | 1255 | 767  | 1237 | 1276 | 1280 | 1264 |
|               | 2016 | 2017 | 2018 | 2019 | 2021 | 2022 | 2023 |